# Riu Bistrița
El Riu Bistrița (pronunciat en romanès: [ˈBistrit͡sa] (en hongarès: Beszterce) és un riu de la regió romanesa de Transsilvània, a la província de Bistrița-Năsăud. De vegades es coneix com a Bistrița ardeleană. Prop de la ciutat de Bistrița desemboca al Șieu, afluent de Someșul Mare. La seva longitud és de 67 km i la seva mida de conca és de 650 km².
La part superior del riu, aigües amunt de la cruïlla amb el Bârgău, al poble de Prundu Bârgăului, també es coneix localment com a Bistricioara.

## Pobles i pobles
Les ciutats i pobles que es troben al llarg del riu Bistrița, des del naixement a la desembocadura, són Colibița, Bistrița Bârgăului, Prundu Bârgăului, Josenii Bârgăului, Livezile i Bistrița

## Afluents
Els rius següents són afluents del riu Bistrița:
Esquerra: Pănuleț, Repedea, Pârâul Stegii, Șoimu de Sus, Șoimu de Jos, Pietroasa, Poiana, Tănase, Fânațele, Ghinda
Dreta: Izvorul Lung, Bârgău, Valea Muntelui, Muncel, Iad, Slătinița, Valea Rus, Tărpiu